# Kangaroo Ground
Kangaroo Ground ist eine Ortschaft im lokalen Verwaltungsgebiet Nillumbik Shire und gehört zum australischen Bundesstaat Victoria. Die Siedlung, 26 km nordöstlich von Melbourne, liegt im Yarra River Tal zwischen den Orten Eltham und Yarra Glen, und hatte 1095 Einwohner im Jahr 2016.

## Infrastruktur
Der Friedhof Kangaroo Ground Pioneer Cemetery wurde 1851 angelegt und ist der älteste europäische Begräbnisplatz im Yarra-Tal. Der Ort hat eine Primary School, in deren Räumen befindet sich das Andrew Ross Museum. Die Poststation darf – einmalig in Australien – auch Weine verkaufen. Die Siedlung hat eine presbyterianische Kirche und einen General Store. Im Sportbereich bestehen ein Tennis- und ein Reitclub. Ein Restaurant ist auch vorhanden.

## Geschichte
Der Aboriginesstamm der Wurundjeri lebte vor Ankunft der Europäer im Gebiet um Kangaroo Ground.
1839 ließen sich einige Familien aus Schottland nieder. Ihre Überfahrt aus Europa war mit dem Schiff David Clark erfolgt. Die Siedler erwarben zunächst im Durchschnitt 150 acres Land, um auf dem fruchtbaren Boden Landwirtschaft zu betreiben. 1854 wurde einige Meilen östlich des Ortes bei dem Eukalyptuswald Stringy-bark Forest Gold entdeckt. 1871 wurde die Siedlung Sitz der Verwaltungseinheit Shire of Eltham. 1873 wurde eine Zeitung gegründet.
Die internationale, sprachwissenschaftliche Nichtregierungsorganisation SIL International hat ihr australisches Büro in Kangaroo Ground.

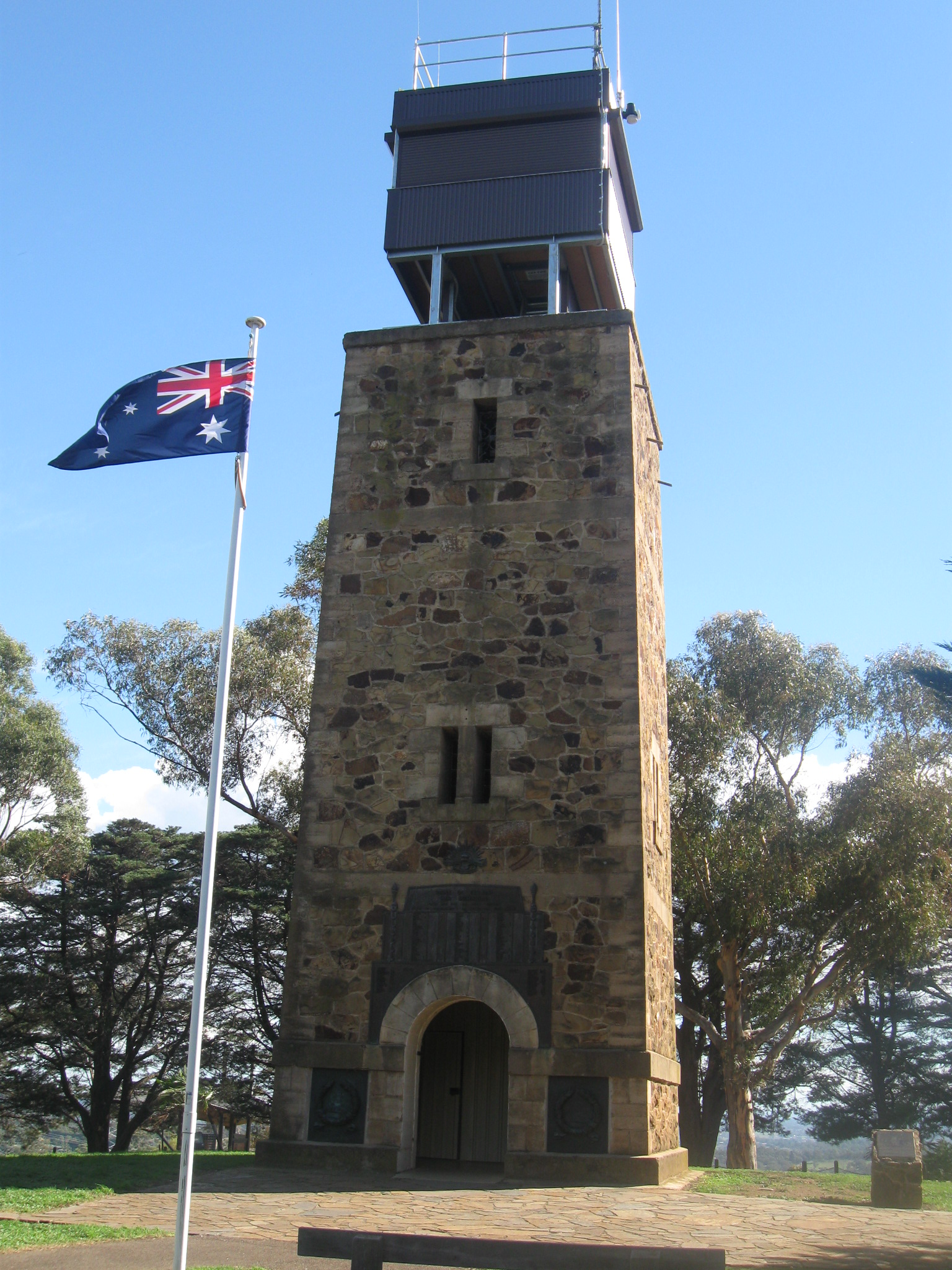
Kangaroo Ground Tower of Remembrance

## Sehenswürdigkeit
Im Kangaroo Ground War Memorial Park steht ein Turm zur Erinnerung an die in Europa gefallenen Soldaten des Ersten Weltkrieges. Am 11. November 2005 wurde vor dem Turm eine junge Kiefer gepflanzt. Ihr Samen stammt von einer Kiefer, die auf der türkischen Gallipoli-Halbinsel wächst. Dort hat 1915 während der Schlacht von Gallipoli ein Gefecht stattgefunden, in der sehr viele Australier fielen. Der Turm hat eine Höhe von 12 Metern und ist die höchste Erhebung in der näheren und weiteren Umgebung. Auf seiner Spitze befindet sich eine Aussichtsplattform.
Der Turm dient auch als Feuerwachtturm zur Entdeckung von Buschbränden.